# 岩木川
岩木川（いわきがわ）は、青森県中西部を流れる一級河川。岩木川水系の本流である。中流域はリンゴの特産地として知られる。古くは「弘前川」や「大川」と呼ばれていたが後に岩木川に統一された。
川の名前は岩木山に由来する。「イワキ」は、神が鎮座する「イワクラ」と同じく霊山信仰に基づく言葉だとされている。

## 地理
青森県中津軽郡西目屋村の白神山地雁森岳（標高987m）に源を発し、岩木山南麓を北東に流れる。弘前市から概ね北に向きを変え、津軽平野を潤す。津軽半島西部を流れ、河口近くに十三湖を形成したのち五所川原市十三で日本海に注ぐ。

## 流域の自治体
青森県
中津軽郡西目屋村、弘前市、南津軽郡藤崎町、北津軽郡板柳町、鶴田町、つがる市、五所川原市、北津軽郡中泊町、五所川原市（旧市浦村地区）

## 支流
詳細は岩木川の支流の一覧を参照。
ここでは一級河川に指定される支流を取り上げる（下流より）。括弧内は流域の自治体
- せばと川（五所川原市）
- 相内川（五所川原市）
  - 山王川
  - 桂川
- 今泉川（五所川原市、北津軽郡中泊町）
- 昆布掛川（五所川原市、北津軽郡中泊町）
- 鳥谷川（つがる市、五所川原市、北津軽郡中泊町）
  - 薄市川
  - 尾別川
  - 宮野沢川
    - 中里川
      - 岩谷川
- 山田川（つがる市、五所川原市、弘前市、西津軽郡鯵ヶ沢町）
- 旧十川（つがる市、五所川原市）
  - 金木川
  - 小田川
  - 飯詰川
  - 松野木川
    - 天神川
- 十川（黒石市、青森市、五所川原市、北津軽郡鶴田町、板柳町、南津軽郡藤崎町）
  - 前田野目川
  - 浪岡川
    - 大釈迦川
      - 赤川

    - 正平津川
    - 王余魚沢川

  - 本郷川
  - 高館川
  - 長坂川
- 新和川（弘前市）
  - 宇田野川
- 旧大蜂川（弘前市）
  - 大石川
  - 前萢川
- 大蜂川（弘前市）
  - 多沢川
  - 鶏川
- 平川（平川市、南津軽郡大鰐町、弘前市、平川市、南津軽郡田舎館村、藤崎町）
  - 加藤川
  - 浅瀬石川（平川市、黒石市、南津軽郡田舎館村、弘前市、南津軽郡藤崎町）
    - 中野川
    - 二庄内川
    - 青荷川
    - 小国川
    - 切明川

  - 土淵川
    - 寺沢川
      - 童子森川
      - 清水川

  - 腰巻川
    - 境関川
    - 高崎川
    - 万助川

  - 引座川
    - 六羽川
      - 枇杷田川

    - 浅井川
      - 広船川

  - 大和沢川
  - 前川
  - 三ツ目内川
    - 折紙川

  - 虹貝川
    - 島田川
    - 砥沢川

  - 夏沢川
  - 鯖野沢川
  - 稲荷川
  - 不動川
  - 相沢川
    - 碇沢川

  - 大落前川
  - 小落前川
  - 津刈川
    - 砂子沢
    - 久吉導水路
    - 鍋倉沢川
    - 岩谷沢川

  - 遠部沢
- 後長根川（弘前市）
- 新土淵川（弘前市）
- 栩内川（弘前市）
- 相馬川（弘前市）
  - 作沢川
  - 鴫ヶ沢川
- 蔵助沢川（弘前市）
- 大秋川（中津軽郡西目屋村、弘前市）
- 平沢川（中津軽郡西目屋村）
- 湯ノ沢川（中津軽郡西目屋村） - 釣瓶落峠付近に発し、尾太岳の東麓を北流し、美山湖に注ぐ。長さ13.1km、流域面積40.4km。湯の沢川は険しいV字谷を形成していて、かつては岩木川の本流への合流点である砂子瀬地区より先へは牛馬の通行ができなかった。谷の途中に尾太鉱山があり、その鉱廃水による水質汚染対策ため、現在も鉱滓ダムの整備や管理が行われている。[2][3]
- 大沢川（中津軽郡西目屋村）
- 暗門川（中津軽郡西目屋村）

## 並行する交通

### 鉄道
- JR東日本五能線（藤崎駅～五所川原駅間）
- 津軽鉄道

かつては国鉄黒石線が浅瀬石川下流部で並行していた。1984年に弘南鉄道に転換されたものの1998年に廃止された。

### 道路
- 国道339号
- 青森県道43号五所川原車力線：つがる市鷺坂付近から同市下車力付近まで、土手上を並行している。川と並行する区間には、ガードレールが殆ど設置されておらず、転落事故への注意が必要である。
- 五所川原市道唐笠柳・錦町線：つがる総合病院開院に伴い、整備された岩木川沿いを通る市道。

## 主な橋梁
- 十三湖大橋 - 青森県道12号鰺ケ沢蟹田線
- 中島遊歩道橋（十三湖岸）
- 津軽大橋 - 青森県道189号富萢薄市線
- 津軽令和大橋 - 青森県道43号五所川原車力線
- 神田橋 - 青森県道2号屏風山内真部線
- 三好橋 - 青森県道164号林五所川原線
- 新津軽大橋
- 奥津軽大橋 - 国道101号五所川原西バイパス
- 岩木川橋梁 - JR五能線
- 乾橋 - 国道101号
- 五所川原大橋 - 青森県道154号妙堂崎五所川原線
- 鶴寿橋 - 青森県道153号山田鶴田線
- 保安橋 - 青森県道200号米山菖蒲川線
- 津軽りんご大橋 - 青森県道125号小友板柳停車場線
- 幡竜橋
- 安東橋 - 青森県道131号前坂藤崎線
- 清瀬橋 - 青森県道41号弘前環状線
- 城北大橋
- 富士見橋 - 青森県道31号弘前鯵ケ沢線
- 岩木橋 - 青森県道3号弘前岳鰺ケ沢線
- 岩木茜橋 - 青森県道129号関ケ平五代線
- 上岩木橋 -弘前南部広域農道（アップルロード）
- 里見橋 - 青森県道28号岩崎西目屋弘前線
- 地形橋
- 長慶橋 - 青森県道28号岩崎西目屋弘前線
- 堰根橋
- 高野橋
- 吉川橋
- 平山橋
- 米ヶ袋橋
- 堰口橋
- 目屋渓大橋 - 青森県道28号岩崎西目屋弘前線
- 目屋橋
- 鷹ノ巣橋 - 青森県道28号岩崎西目屋弘前線
- 村市橋
- 川辺橋
- 河鳥橋
- （津軽ダム）